# نهر بال (فيكتوريا لاند)
نهر بال الجليدي (بالإنجليزية: Ball Glacier)‏ هو نهر جليدي يبلغ طوله 7 أميال بحرية (13 كم)، يتمركز رأسه بين جبل ليستر [الإنجليزية] وجبل هوكر [الإنجليزية]على الجانب الشرقي من سلسلة جبال رويال سوسايتي [الإنجليزية]، ويتدفق النهر الجليدي باتجاه الشمال الشرقي بين تلال كراو ريدج [الإنجليزية] وتاسمان ريدج [الإنجليزية] حتى يصب في نهر بلو جليسير [الإنجليزية]. وقد سمت اللجنة الجغرافية النيوزيلندية [الإنجليزية] هذا النهر الجليدي باسم غاري بال، المتسلق النيوزيلندي الذي تسلق جبل ليستر مع فريق من الحقل الإيطالي عام 1976-1977، وخيّم على هذا النهر الجليدي؛ حيث كان مساعدًا في فريق برنامج نيوزيلندا لأبحاث القطب الجنوبي بقيادة أر إتش فندلي [الإنجليزية] في هذه المنطقة خلال الفترة من 1980-1981.

## مقالات ذات صلة
- قائمة الأنهار الجليدية في القطب الجنوبي [الإنجليزية]
- علم الجليد
- قمة بال [الإنجليزية]